# Balatonmagyaród
Balatonmagyaród is een plaats (község) en gemeente in het Hongaarse comitaat Zala. Balatonmagyaród telt 523 inwoners (2001).